# ماكس بير
ماكس بير (بالإنجليزية: Max Baer)‏ هو ملاكم وممثل أمريكي، ولد في 11 فبراير 1909 بأوماها في الولايات المتحدة، وتوفي في 21 نوفمبر 1959 بهوليوود في الولايات المتحدة بسبب نوبة قلبية.

## وصلات خارجية
- ماكس بير على موقع بوكس ريك (الإنجليزية) (registration required)

- ماكس بير على موقع IMDb (الإنجليزية)
- ماكس بير على موقع الموسوعة البريطانية (الإنجليزية)
- ماكس بير على موقع مونزينجر (الألمانية)
- ماكس بير على موقع أول موفي (الإنجليزية)
- ماكس بير على موقع قاعدة بيانات الأفلام السويدية (السويدية)
- ماكس بير على موقع إن إن دي بي (الإنجليزية)
- ماكس بير على موقع قاعدة بيانات الفيلم (الإنجليزية)